# Şəhrun Yusifova
Şəhrun Yusifova (ur. 23 marca 1984) – azerska zawodniczka taekwondo, srebrna i brązowa medalistka mistrzostw Europy.
Startowała w kategorii do 47 kg. W 2004 roku wystąpiła na mistrzostwach Europy w Lillehammer i odpadła w 1/8 finału, po przegranym pojedynku z Ilianą Enewą. Rok później wzięła udział w mistrzostwach świata w Madrycie i również odpadła na tym etapie rywalizacji, przegrywając z Yoo Eun-young. Taki sam rezultat osiągnęła na uniwersjadzie w Izmirze, po przegranej z Yang Shu-chun.
W październiku 2005 roku została brązową medalistką mistrzostwach Europy w Rydze. W 1/8 finału wygrała pojedynek z Ljiljaną Ljubojevic (6:1), w ćwierćfinale pokonała Angelę Melnic (3:2), a w półfinale uległa Angeli Seropian (3:4). 
Podczas kolejnych mistrzostw Europy, które odbyły się w Bonn w maju 2006 roku, została wicemistrzynią kontynentu. Od 1/16 finału do półfinału zwyciężyła we wszystkich swoich pojedynkach – z Sandrą Paris (6:0), Kadriye Selimoğlu (5:4), Angelą Seropian (5:4) i Ioanną Koutsou (2:1). W finale przegrała z Belén Asensio (1:3).
W 2007 roku zaprezentowała się podczas mistrzostw świata w Pekinie i odpadła w 1/32 finału, przegrywając 0:3 z Kathleen Eunice Alorą. W tym samym roku wzięła udział w uniwersjadzie w Bangkoku i odpadła z dalszej rywalizacji w 1/8 finału.
Również w tym roku wystartowała w Manchesterze w turnieju kwalifikacyjnym do igrzysk olimpijskich w Pekinie, jednak nie wywalczyła kwalifikacji olimpijskiej – już w pierwszym pojedynku przegrała z Dalią Contreras Rivero. 
W kwietniu 2008 roku wzięła udział w mistrzostwach Europy w Rzymie. Dwa pojedynki (w 1/16 i 1/8 finału) wygrała, pokonując Foteini Birmpę i Ninę Dolinšek, w ćwierćfinale uległa jednak Kadriye Selimoğlu.